# (523983) 1999 RY214
(523983) 1999 RY214 est un transneptunien, son diamètre est estimé à 202 km, selon Brown, mais selon Johnston, c'est un objet binaire composé d'un primaire de 99 km de diamètre et d'un secondaire 60 km de diamètre.